# Madrigal de la Vera (kommun)
Madrigal de la Vera är en kommun i Spanien.   Den ligger i provinsen Provincia de Cáceres och regionen Extremadura, i den centrala delen av landet, 140 km väster om huvudstaden Madrid. Antalet invånare är 1 801.